# Понедельник начинается в субботу (телеспектакль)
«Понеде́льник начина́ется в суббо́ту» (подзаголовок «Сказка для научных сотрудников младшего возраста») — телевизионный спектакль, снятый третьим творческим объединением Ленинградской студии телевидения в 1965 году по одноимённой повести братьев Стругацких.

## Сюжет
Телеспектакль снят по первой части одноимённой повести братьев Стругацких «Суета вокруг дивана», при этом он весьма близок к тексту оригинала.
Молодой программист Саша Привалов едет на арендованной «Волге» по просёлочной дороге где-то на русском севере. Он подбирает двух голосующих мужчин, которые оказываются научными сотрудниками НИИЧАВО — Научно-исследовательского института чародейства и волшебства, расположенного в выдуманном городе Соловце. Узнав, что Привалов — программист, попутчики начинают звать Сашу в свой институт, которому как раз требуется специалист этой профессии. Привалов сперва колеблется, но он как раз думал заночевать в Соловце, а гостиница переполнена, поэтому новые друзья устраивают его на ночлег в «Изнакурнож» (избушке на курьих ножках) — местном музее и филиале их института. И уже в первую же ночь с Приваловым начинают происходить волшебные события, в которых участвуют волшебные животные и сотрудники НИИ.

## Производство
Идея создания телеспектакля на основе фантастической сказки братьев Стругацких пришла в голову молодому тогда режиссёру Александру Белинскому. При этом, по мнению биографа Стругацких Анта Скаландиса, «фантастики он не понимал и не чувствовал, скорее всего, просто отдал дань моде».
Фильм снят в минималистических декорациях — фон достаточно условно нарисован на заднике, а волшебные животные представлены обычными куклами. Вместе с тем, в спектакле задействованы живые актёры, изображающие людей, а также настоящий автомобиль «Волга», на котором едет по условному миру телеспектакля главный герой.

## Съёмочная группа
- Режиссёр-постановщик — А. Белинский
- Операторы — Б. Никаноров, А. Гусак, С. Мищук
- Художник — В. Попов
- Музыкальное оформление — М. Курилович
- Монтажница — Н. Медведева
- Звукорежиссёр — В. Ефимова
- Ассистент режиссёра — В. Бадхен
- Редактор — А. Ефременко

## В ролях
- В. Смирнов — Привалов[a]
- И. Слободская — Наина Киевна
- О. Лянсбург — ?
- Л. Секиркин — Ойра-Ойра
- В. Костецкий — сержант милиции
- Р. Литвинов — Почкин
- В. Тыкке — Корнеев
- М. Розанов — Камноедов
- Д. Волосов — Кристобаль Хунта
- В. Арсентьев — ?

## Восприятие
Телеспектакль не понравился ни авторам повести, ни их поклонникам, поэтому после премьеры фактически нигде никогда не показывался.
Тем не менее, через 56 лет после выхода на экраны — в 2021 году он был включён изданием «Фонтанка.ру» в список из восьми старых телеспектаклей Ленинградского телевидения, которые имеет смысл посмотреть, а автор материала Глеб Колондо вполне благосклонно оценил экранизацию.

## Комментарии
1. ↑  Прочие актёры указаны в титрах списком — без конкретизации, кто какую роль исполняет.